# Transformers (képregény)
A Transformers a Marvel Comics által kiadott képregénysorozat volt, amely 1984 és 1991 között jelent meg az Egyesült Államokban a Transformers franchise részeként. Ez az első sorozat az Alakváltók Első generációs (angolul Generation 1, vagy röviden G1) történeteit tartalmazta.
A sorozat Magyarországon 1991 és 1997 között jelent meg a Semic Interprint kiadásában és gyakorlatilag egyedülálló módon azon kevés sorozatok közé tartozik melynek szinte minden száma megjelent magyar fordításban.

## Alaptörténet
Az Alfa Centauri körül keringő Kibertron nevű bolygót a tisztán mechanikus alapú robotlények, az Alakváltók lakják. Az Alakváltók két csoportja a békés Autobotok és a fejlődés útját a viszályban és pusztításban vélő Álcák. A két csoport közötti konfliktus végül bolygóméretű háborúvá fajult, melyben a bevetett fegyverek ereje kilökte a Kibertront a pályájáról. Az Optimusz fővezér által vezetett autobotok és a Megatron által uralt álcák között azonban még ennek ellenére is tovább dúlt a harc. A bolygó közben tovább sodródott az űrben és nagyjából ezer évvel később veszélyesen közel került egy aszteroidamezőhöz, a Naprendszer kisbolygóövéhez. Tudván, hogy a mező az egész bolygót elpusztíthatja, Optimusz és egy csapat Autobot elindult a Bárka nevű űrhajón, hogy megtisztítsák az utat a sodródó Kibertron előtt. Az akció ugyan sikerrel járt, azonban Megatron és egy csapat álca rajtaütött a bevetésben legyengült autobotokon. Hogy a hajó ne kerülhessen az álcák kezére Optimusz ütközőpályára állította a Bárkát az idegen naprendszer legközelebbi, harmadik bolygójával, a Földdel, ami fedélzetén az Alakváltókkal be is csapódott az Oregon állambeli St. Hilary vulkánba (ilyen nevű vulkán vagy hegy valójában nem létezik Oregonban).

## A képregény cselekménye
A hajótörés után több millió évvel (1984-ben) a vulkán kitörésétől a Bárka rendszerei újraélednek, majd miután egy szonda a bolygó gépi "élőlényeiről" adatokat gyűjt, újraalkotja az alakváltókat. Mivel viszont a becsapódáskor megsérült a számítógép memóriája, nem emlékszik az autobotok és az álcák háborújára, ezért mindenkit újraépít a Bárkán. Az autobotoknak másodlagos, eredeti kibertroni formája helyett földi gépkocsik alakját adja, az álcáknak vadászrepülők, fegyverek és más technikai eszközök alakját kölcsönzi. Mielőtt az autobotok megakadályozhatták volna őket az álcák elhagyják a Bárkát. Optimusz harcosai javaslatára beleegyezik, hogy egy néhány fős csapat felderítse az új világot amiben felébredtek. Az autobotok új másodlagos alakjuknak köszönhetően feltűnés nélkül elvegyülnek az emberi világban, ám kisvártatva az álcák rájuk támadnak egy autósmoziban. A harcba számos ember is belekeveredik, Űrdongó pedig olyan súlyosan megsérül, hogy nem tud alakot váltani. Az alakváltók ekkor szembesülnek a ténnyel, hogy a gépek ebben a világban élettelenek, és hogy itt az élőlények az őket irányító, szén alapú apró lények, az "emberek". Amikor Űrdongó egy fiatal fiú, Buster Witwicky aki a barátaival volt az autósmoziban, kocsijának koccan közvetlenül a csata előtt, kiszállnak megnézni mi történt. Ekkor kitör a harc, és a kocsijuk felrobbanásakor elkeverednek egymástól. Buster ezért, hogy meneküljön beszáll az autó formájában rekedt Űrdongóba és apja, a Koreai háborús veterán autószerelő, William "Gyertya" Witwicky szerelőműhelyébe hajt vele. Buster sejti hogy a kocsival valami nincs rendben, pontosabban hogy él, ezért némi győzködés után sikerül a műhelybetöréstől felriadt apját rábeszélnie, hogy javítsa meg a VW bogár Űrdongót amennyire lehet. Miután ez sikerül Űrdongó robottá változik és köszönetet mond az elképedt Witwickyéknek. Így kezdődik Buster és Űrdongó barátsága, ill. Witwickyék kapcsolata az Autobotokkal.
Közben az álcák megtámadnak egy erőművet és annak ellopott darabjaiból egy erődöt építenek egy hegyoromra. Nemsokára viszont Megatron is tudomást szerez az autobotok új szövetségeseiről és arról is, hogy Buster apja képes olyan üzemanyagot előállítani ami minden alakváltónak nélkülözhetetlen. Megatron ezért támadást indít, hogy elrabolják a férfit az autobotoktól. Az autobotokra Witwickyék házánál csapnak le és Üstökösnek sikerül is "Gyertyát" elrabolni. Őt később aztán Fuvaros és az autobotoknak alkalmilag segítő Pókember menti ki az álca-erődből, de addigra már kényszer hatására megcsinálta az üzemanyagot az álcáknak. Mikor ezt az Autobotok megtudják, heves vita robban ki, hogy megbüntessék-e az "árulót", Optimusz azonban leinti a heves Fortyogót, és ráébreszti az autobotokat, hogy szükségük van "Gyertya" segítségére a túléléshez. A vita közben azonban apa és fia meg akarnak szökni a Bárkáról, ezért Délibáb egy lángszórójával vont tűzfallal megállítja őket. "Gyertya" ekkor szívrohamot kap, ezért Racsni mentőautóként kórházba viszi a sértetlen Buster kíséretében. Eközben az álcák újabb támadásra készülnek immár energiával feltöltve az autobotok ellen, az autobotok pedig utolsó energiatartalékukat felhasználva várják a támadást, ami hamar be is következik. Az álcák lassan felmorzsolják az ellenállást, és győzelmet aratnak, ám ekkor hirtelen minden ok nélkül elhullanak. A legyőzöttek rájönnek, hogy elhamarkodottan ítélték el az embereket, mert 'Gyertya' mérget kevert az álcák üzemanyagába. Ám nem sokáig örvendezhetnek, mert megjelenik egy új, nagy erejű álca, Sokkoló, és mindannyiukkal végez. A történetnek itt azonban nincs vége...

## Az Alakváltók helye a Marvel-univerzumban
Annak ellenére, hogy a sorozatban a Marvel több szereplője is feltűnik, például Pókember, Mr. Fantastic vagy Káprázat, az Alakváltók kalandjai nem a Marvel-univerzum fő valóságában, a 616-os Földön játszódnak. Az amerikai történetek egy másik Föld ad otthont, mely eddig nem kapott hivatalos számozást. A brit kiadás a 120185-ös Földön játszódik, mely közel teljes egészében magában foglalja az amerikai kiadást és annak egy kiterjesztett változatának tekinthető, bár apróbb eltérések vannak a két alternatív Földön zajló események között. A minisorozatok közül a G.I. Joe and the Transformers csak az amerikai kiadások időfolyamába illik bele, a Transformers: Headmasters mindkettőbe. Ezzel szemben az 1986-os Transformers című film képregényadaptációja egyik alternatív valóságnak sem része.
A minisorozatokon kívül is találhatók olyan történetek magában a sorozatban is, melyek egyik alternatív realitásba sem illenek bele. Ilyen például a „The Big Broadcast of 2006!” című történet, mely 1988-ban jelent meg az amerikai kiadás 43. számában (a történet a magyar kiadásban nem szerepelt).
Annak ellenére, hogy a brit történetek nem részei az amerikai alternatív valóságnak, néha mégis felbukkannak utalások az amerikai sorozatban is a brit megjelenésekre. Az amerikai sorozat 57. számában Félszél utalást tesz a brit Transformers 218. számában olvasható eseményekre, valamint a 66. számban feltűnik a Halálhozó is.

## A sorozat megjelenése

### Megjelenése az Egyesült Államokban
A képregény először egy négyrészes minisorozatként indult 1984 szeptemberében, melynek írói Bill Mantlo, Ralph Macchio és Jim Salicrup voltak, rajzolója pedig Frank Springer. A minisorozat története nagy vonalakban megegyezett a képregénnyel párhuzamosan vetített, azonos című televíziós sorozatéval. Mivel a képregényt eredetileg csak minisorozatnak szánták, folytatását az olvasók körében elért sikerének köszönhette. Ebből kifolyólag a minisorozat utolsó, forgalomba került része nem az eredeti változatot tartalmazta. Az eredeti verzióban a Dinobotokat bemutató két oldal nem szerepelt, valamint az utolsó két oldal sem, melyben Sokkoló rátámad az Autobotokra. Az Egyesült Királyságban „The Complete Works” címen két kötetes formában újranyomtatták az eredeti minisorozatot, melyben az eredeti utolsó oldalt használták.
A négyrészes minisorozat után három hónappal, az ötödik résszel elkezdődött a sorozat megjelenése mely már lényegesen eltért a televíziós sorozattól. A sorozat írója Bob Budiansky lett, aki az 1989-ig, az 55. számig a sorozat rendszeres írója volt és csak néhány szám erejéig adta ki kezéből a tollat. A sorozatot rajzolói között volt Alan Kupperber, William Johnson, Herb Trimpe, idővel azonban Don Perlin (1987-ig), majd őt követően José Delbo léptek elő rendszeres rajzolókká. Ezen időszak jelentősebb történetei közé tartozik a „Harcosok iskolája”, és az „Optimusz visszatér”. Az „Olvasztótégely” és a „Híd a semmibe” című történetek bepillantást adnak Kibertronra, ahol már csak egy maroknyi megmaradt Autobot küzd Álcák ellen. Ezekben a történetekben tűnik fel először Össztűz, Budiansky egyik legtöbbe használt szereplője. Az „Újralét” és az „Egy halott szelleme” című részekben Optimusz fővezér, majd Megatron is megsemmisül. 1987-ben az amerikai sorozat először vett át teljes történetet a brit képregényből, melyet a 33. és 34. számban közöltek. Az „Acélember” című történetet Steve Parkhouse írta és John Ridgway és Mike Collins rajzolta.
A 35. számtól a történetek helyszínéül egyre inkább a világűr válik. A „People Power!” című részben Optimusz fővezér visszatér mint Erőmester. Az „Alsó bázison” című történet során Üstökös megszerzi az Alapbázis erejét és elpusztítja az Alakváltók nagy részét. Budiansky egy interjúban azt nyilatkozta, hogy erre azért volt szükség, mivel a Hasbro új karaktereket akart látni a sorozatban, így muszáj volt „helyet csinálni” nekik. Budiansky utolsó öt története már elmaradt a régiek minőségétől, bevallása szerint elveszítette az érdeklődését az Alakváltók iránt, és megkérte a Hasbrot, hogy adják át a sorozatot egy másik írónak[forrás?].
1989-ben Budianskyt Simon Furman, az Alakváltók brit történeteinek írója váltotta le, majd 1990-ben Delbo is elhagyta a képregényt mint rendszeres rajzoló. A sorozat illusztrálását ezután Geoff Senior, majd őt követően Andrew Wildman vette át egészen a sorozat utolsó, 80. részéig. Furman több olyan szereplőt is bemutatott a sorozatban, akik a britben már korábban szerepeltek de az amerikai olvasóknak még ismeretlenek voltak. Ismertebb történetei közé tartozik a „Vissza a halálból”, melyben Megatron elrabolja Racsnit, hogy őt felhasználva álljon bosszút az Autobotokon és áruló Álca harcosain. Az „Ősi üvöltés”-ben Furman az Alakváltók egy új eredet-mítoszát mutatja be. Ez a történet a közvetlen előzménye a „Mátrix-hajsza” eseménysorozatának. A Hasbro 1990-ben zárta le Transformers játéksorozatát és innentől kezdve a képregény sorsa is megpecsételődött, melynek eladási mutatói szintén esni kezdtek. A sorozat tetőpontja Unikron Kibertron elleni támadása. A képregényt öt résszel ezután a Marvel levette a kiadványai listájáról, így Furman befejezése is igen erőltetettnek hat. Furman úgy nyilatkozott, hogy a folytatásban több szerep jutott volna a Neo-lovagoknak és a Kibertron mélyén lakó „démonoknak”[forrás?].

### Megjelenése az Egyesült Királyságban
A képregény az Egyesült Királyságban a Marvel UK gondozásában jelent meg összesen 332 részben 1984 és 1992 között. A sorozat az eredeti amerikai újranyomtatott változataként indult azzal a különbséggel, hogy egy eredeti szám két, esetleg három brit számban jelent meg először kéthetente, majd a 27. számtól heti rendszerességgel. Méretében szintén eltért az amerikai típusú képregényektől, magazinformában hagyta el a nyomdát. Egy szám átlagban 23 oldalas volt, melyből először 5-6, majd a 27. számtól 11 oldalt foglalt el maga a képregény. A fennmaradó oldalakon hirdetések, levelezőrovat, humoros képsorok és más képregények osztoztak. A 152. számtól a kiadványt összevonták az Action Force Monthly-val.
A 213. számtól kezdődően a kiadványok középső részét fekete-fehéren nyomtatták, melyben egy rövidebb „exkluzív” brit történet szerepelt öt-hat oldalon. Ettől kezdve egy amerikai történet négy brit kiadványra szétosztva jelent meg. A 215. és 289. számok között a legtöbb lap ilyen formában jelent meg.
Az új történetekre a sűrű megjelenés miatt volt szükség, így a brit kiadásban 160 olyan új történet is megjelent, mely az amerikai változatban nem. A brit piacra készült történetekben több saját szereplő is született, így Xaaron emír vagy az Alakváltók istene, Prímusz, akik később az amerikai változatban is felbukkantak. Mivel a brit változat történetei szorosan követték az amerikai történetfolyamot, a létrehozott új szereplőket nem volt lehetőség továbbfejleszteni. Ebben hozott változást az 1986-os Transformers mozifilm, melynek új szereplői (Nagyágyú, Ultra Magnus, Galvatron stb.) az amerikai képregénysorozatból jórészt kimaradtak, így a brit kiadásban anélkül használhatták őket, hogy törést okoztak volna a történet folytonosságában.
Alkalmanként az amerikai és a brit történetfolyam között előfordult jelentősebb eltérés is. Az Amerikában megjelent G.I. Joe és Transformers crossover során Űrdongó elpusztult, majd Aranybogárként tért vissza. A brit sorozatban ez a történet csak évekkel később jelent meg. Az ezt helyettesítő történetben Űrdongót Halálfej pusztította el, és Roncsoló építette újjá. Hasonló problémák léptek fel Megatron és Sokkoló halálával és visszatérésével kapcsolatban is.
Az Egyesült Királyságban megjelent külön történetek írásával Simon Furmant bízták meg. A legtöbb ilyen történet mélyebb mondanivalójú volt, mint az Egyesült Államokban megjelenők nagy többsége. Jelentősen bővítette az Alakváltók világának háttéranyagát, és ezzel nagy hatással volt a jövőbeli történetek alakulására is. Írói munkájának sikerét bizonyítja, hogy később az amerikai sorozathoz is írt történeteket, majd pedig a Dreamwave és az IDW kiadásában megjelent Transformers sorozatokban is közreműködött.
A 289. számtól már nem kerültek brit történetek a lapba, és az amerikai történetek ismét 11 oldalon jelentek meg. A kiadvány eladási mutatói már a 200. számtól folyamatosan estek. A 309. számtól kezdődően a kiadó visszatért a kéthetenkénti megjelenéshez, de az eladásokat ez sem növelte. Végül az amerikai sorozat befejezése eldöntötte a sorozat folytatásának kérdését, és a brit sorozat a 332. számmal megszűnt.
A sorozat megjelenése alatt minden évben karácsony előtt különszámok (Annual) jelentek meg. Az egyes számok képregények, szöveges történetek és egyéb tartalmak kombinációjából álltak össze. Néhány ilyen kiadás kapcsolódott az éppen aktuális héten megjelenő sorozat történetéhez. A csökkenő eladási mutatók miatt azonban a későbbi különszámokban javarészt korábban már megjelent fekete-fehér történeteket gyűjtöttek össze, ám ezúttal színes nyomtatásban.

#### A brit sorozat alkotói
A brit történetek szinte mindegyike Simon Furman tollából származik, aki a 13. számnál csatlakozott a sorozat alkotóihoz. A Acélember című történetet (9-12. szám) Steve Parkhouse írta. Egyes történetek alkalmi írói közé tartozott James Hill, Ian Rimmer, Dan Abnett és Mike Collins.

### Megjelenése Magyarországon
A képregény Magyarországon a Semic Interprint kiadásában jelent meg 1991 és 1997 között kéthavonta. A többi, a Semic kiadásában megjelenő képregényhez hasonlóan a Transformers egy hazai száma is két, olykor három történetet tartalmazott, így oldalszáma is a duplája volt az eredeti kiadásnak. A történeteket a számokon belül egy-két álca vagy autobot jellemzése választotta el. Ezek az Egyesült Államokban külön kiadványban, a Transformers Universe című minisorozatban jelentek meg. A képregény a 20. számig bezárólag az eredeti (és hazánkban későbbi) Transformers helyett Transformer címen jelent meg, elhagyva az angol többes számot jelölő „s” betűt. A sorozat alcíme eredetileg „Az Alakváltók” volt, de ez az ötödik szám borítóján már nem szerepelt.
A magyar kiadás nem követte az amerikai megjelenés sorrendjét, számos történetet átugrott, melyeket csak később közölt. A hetedik rész után, mely az eredeti kiadványok 13. és 14. számát tartalmazta, a magyar kiadás nyolcadik számában már az eredeti 17. és 18. száma jelent meg. A kilencedik szám igen jelentős ugrással már az eredeti kiadvány 44. és 45. számát közölte. A kihagyott részekről 12. szám végén egy kétoldalas összefoglaló jelent meg. Miután a történet a magyar kiadás 27. részével befejeződött, a kimaradt részeket kezdték pótolni az eredeti 19. számtól kezdődően.
Érdekesség, hogy magyar sorozat 11. számában (1993. január), majdnem aktuális jelleggel megjelent egy brit karácsonyi történet is „Múlt, jelen, jövő…” címen.
A magyar sorozatban 10 szám kivételével minden amerikai történet megjelent. A kimaradt történetek az amerikai kiadású Transformers 15. és 16., valamint a 36. és 43. rész közötti számai.
Lásd még: Transformers (Semic)

## Minisorozatok

### Transformers Universe
A Transformers Universe egy négyrészes minisorozat volt, mely 1986 és 1987 között jelent meg az Egyesült Államokban. A kiadványban nem az Alakváltók kalandjai jelentek meg, hanem a képregénysorozatban szereplő Autobotok és Álcák karakterleírásai. Ezek a karakterleírások Magyarországon magában a Transformers sorozatban kaptak helyet.

### G.I. Joe and the Transformers
A G.I. Joe and the Transformers egy négyrészes minisorozat volt mely 1987-ben jelent meg az Egyesült Államokban. Írója Michael Higgins, rajzolója Herb Trimpe. A minisorozat cselekménye, mely az Alakváltók és a G.I. Joek közös kalandja, része az amerikai sorozat történetfolyamának, de a britnek nem.

### Transformers: Headmasters
A Transformers: Headmasters című négyrészes minisorozat 1987 és 1988 között jelent az Egyesült Államokban. Története szervesen kapcsolódik a sorozathoz és azt meséli el, hogyan születtek meg az Alakváltók Fejmestereknek és Célmestereknek nevezett alcsoportjai, valamint számos új szereplőt mutat be. A minisorozat utolsó része után a cselekmény a Transformers 38. számában folytatódik. A képregény írója Bob Budiansky, rajzolója Frank Springer.